# Nutrição na gravidez

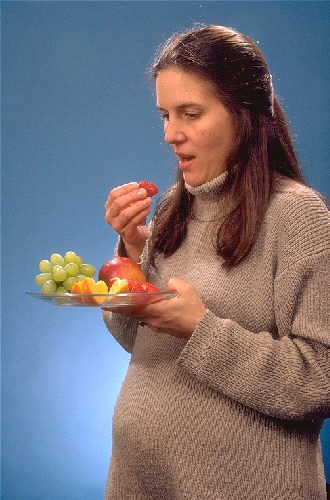
Mulher grávida comendo frutas

A Nutrição na gravidez refere-se à ingestão de nutrientes e ao planejamento alimentar que são realizados antes, durante e após a gravidez. A nutrição do feto começa na concepção. Por esta razão, cuidar da nutrição da mãe é importante antes da concepção, (preferencialmente vários meses antes), durante a gravidez e na amamentação do bebê. Um número cada vez maior de estudos mostrou que a nutrição da mãe terá um efeito sobre a criança, incluindo o risco de desenvolvimento de câncer, doenças cardiovasculares, hipertensão e diabetes ao longo da vida.
Uma quantidade inadequada ou excessiva de alguns nutrientes pode causar malformações ou problemas de saúde no feto, assim como distúrbios e deficiências neurológicas são um risco que correm as mães desnutridas. Estima-se que 24% dos bebês em todo o mundo nascem com peso abaixo do ideal devido à falta de nutrição adequada. Hábitos pessoais como o consumo de álcool ou grandes quantidades de cafeína podem afetar negativa e irreversivelmente o desenvolvimento do bebê que acontece nas primeiras fases da gravidez.
O consumo de cafeína durante a gravidez está associado ao aumento do risco de aborto espontâneo. Pesquisas disponíveis demonstram que os benefícios superam os riscos quanto ao consumo de peixe durante a gravidez; no entanto, saber escolher o tipo de peixe é importante. O ácido fólico, que é a forma sintética da vitamina folato, é considerado crítico e merece atenção tanto na pré quanto na periconcepção.

## A Nutrição antes da gravidez
Como na maioria das dietas, há chances de suplementação excessiva, no entanto, como conselho geral, as recomendações médicas e estaduais são de que as mães sigam as instruções listadas em embalagens de vitaminas específicas quanto à dose diária correta ou recomendada (RDA). O uso pré-natal diário de ferro melhora substancialmente o peso ao nascer, reduzindo potencialmente o risco de baixo peso ao nascer.
- A suplementação com ácido fólico é recomendada antes da concepção, para prevenir o desenvolvimento de espinha bífida e outros defeitos do tubo neural. Deve ser considerado como pelo menos 0,4 mg/dia durante o primeiro trimestre da gravidez, 0,6 mg/dia durante a gravidez e 0,5 mg/dia durante a amamentação. Além da suplementação, é recomendada a ingestão de alimentos ricos em ácido fólico, como vegetais de folhas verdes.[9]
- Os níveis de iodo são frequentemente muito baixos em mulheres grávidas, e o iodo é necessário para a função tireoidiana normal e o desenvolvimento mental do feto, prevenindo o cretinismo. As mulheres grávidas devem tomar vitaminas pré-natais contendo iodo.[10]
- Os níveis de vitamina D variam com a exposição à luz solar. Embora se presumisse que a suplementação era necessária apenas em áreas de altas latitudes, estudos recentes dos níveis de vitamina D nos Estados Unidos e em muitos outros países mostraram um grande número de mulheres com níveis baixos. Por esta razão, há um movimento crescente para recomendar a suplementação com 1000 UI de vitamina D diariamente durante a gravidez.[11]
- Um grande número de mulheres grávidas apresentou baixos níveis de vitamina B12, mas a suplementação ainda não demonstrou melhorar o resultado da gravidez ou a saúde do recém-nascido.[12]
- Os ácidos graxos poli insaturados de cadeia longa, especificamente o ácido docosahexaenóico (DHA) e o ácido eicosapentaenóico (EPA), são benéficos para o desenvolvimento fetal. Vários estudos mostraram menor risco de parto prematuro e baixo peso ao nascer em mães com maior consumo.[13][14]
- O ferro é necessário para o crescimento saudável do feto e da placenta, especialmente durante o segundo e terceiro trimestres. Recomenda-se que o primeiro e terceiro trimestre retenham concentrações superiores a 11 gramas/decilitro e que o segundo trimestre tenha níveis acima de 10,5 gramas por decilitro.[15] O ferro também é essencial antes da gravidez para a produção de hemoglobina. Não há evidências de que um nível de hemoglobina de 7 gramas/100 ml ou superior seja prejudicial para a gravidez, mas deve-se reconhecer que a hemorragia materna é uma das principais fontes de mortalidade materna em todo o mundo, e uma capacidade de reserva para transportar oxigênio é desejável. De acordo com as conclusões da revisão Cochrane, a suplementação de ferro reduz o risco de anemia materna e deficiência de ferro na gravidez, mas o efeito positivo em outros desfechos maternos e infantis é menos claro.[16]

## A Nutrição durante a gravidez
Os Estados Unidos e a União Européia estabeleceram recomendações de vitaminas e minerais durante a gravidez e lactação. Os valores na tabela abaixo são os maiores dos dois. As citações listam separadamente recomendações para gravidez e lactação. As recomendações (RDAs = Ingestão Dietética Recomendada e PRIs = Ingestão de Referência da População) são definidas acima do que foi determinado como requisitos médios, de modo a atender mulheres que têm necessidades acima da média. Para alguns nutrientes não há informações suficientes para estabelecer uma recomendação, então o termo Ingestão Adequada (IA) é usado com base no que parece ser suficiente.
| Nutrientes                 | US RDA ou AI | PRI da UE ou AI | Unidade |
| -------------------------- | ------------ | --------------- | ------- |
| Vitamina A                 | 900          | 1300            | µg      |
| Vitamina C                 | 90           | 155             | mg      |
| Vitamina D                 | 15           | 15*             | µg      |
| Vitamina K                 | 120*         | 70*             | µg      |
| α-tocoferol (Vit E)        | 15           | 11*             | mg      |
| Tiamina (Vit B1)           | 1.2          | 1,0             | mg      |
| Riboflavina (Vit B2)       | 1.3          | 2.0             | mg      |
| Niacina (Vit B3)           | 16           | 16              | mg      |
| Ácido Pantotênico (Vit B5) | 5*           | 7*              | mg      |
| VitaminaB6                 | 1.3          | 1.8             | mg      |
| Biotina (Vit B7)           | 30*          | 45*             | µg      |
| Folato (Vit B9)            | 400          | 600             | µg      |
| Cianocobalamina (Vit B12)  | 2.4          | 5,0*            | µg      |
| Colina                     | 550*         | 520*            | mg      |
| Cálcio                     | 1000         | 1000            | mg      |
| Cloreto                    | 2300*        | NE†             | mg      |
| Cromo                      | 35*          | NE†             | µg      |
| Cobre                      | 900          | 1500*           | µg      |
| Fluoreto                   | 4*           | 2,9*            | mg      |
| Iodo                       | 150          | 200*            | µg      |
| Ferro                      | 18           | 16              | mg      |
| Magnésio                   | 420          | 300*            | mg      |
| Manganês                   | 2,3*         | 3,0*            | mg      |
| Molibdênio                 | 45           | 65*             | µg      |
| Fósforo                    | 700          | 550*            | mg      |
| Potássio                   | 4700*        | 4000*           | mg      |
| Selênio                    | 55           | 85*             | µg      |
| Sódio                      | 1500*        | NE†             | mg      |
| Zinco                      | 11           | 14.9            | mg      |

- Ingestão Adequada
†Não estabelecido. A UE não identificou um AI para sódio ou cloreto e não considera o cromo um nutriente mineral essencial.[18]

### Suplementos de vitaminas e minerais
Suplementos de múltiplos micronutrientes tomados com ferro e ácido fólico podem melhorar os resultados do parto para mulheres em países de baixa renda. Esses suplementos reduzem o número de bebês com baixo peso ao nascer, bebês pequenos para a idade gestacional e natimortos em mulheres que podem não ter muitos micronutrientes em suas dietas habituais. Mulheres desnutridas podem se beneficiar de sessões de educação dietética e suplementos energéticos e proteicos equilibrados. Uma revisão mostrou que a educação alimentar levou ao aumento da ingestão de proteínas pela mãe, o que contribuiu para um crescimento maior do bebê dentro do útero. A suplementação equilibrada de proteína e energia reduziu o risco de natimortos e bebês pequenos ao nascer e aumentou o ganho de peso para a mãe e o bebê. Embora sejam necessárias mais pesquisas sobre os efeitos de longo prazo na saúde das mães e dos bebês, os efeitos de curto prazo parecem promissores. Uma revisão realizada em 2018 constatou que houve um leve benefício dos suplementos nutricionais à base de lipídios (LNS) para o peso ao nascer, para o comprimento, o tamanho para a idade gestacional e o nanismo do recém-nascido, quando comparado com a suplementação com ácido fólico (IFA). No mesmo estudo, IFA e múltiplos micronutrientes (MMN) reduziram a anemia materna melhor do que LNS, mas recomenda-se cautela na interpretação e aplicação dos resultados devido às limitações da revisão.
As vitaminas de uso pré-natal geralmente contêm quantidades aumentadas de ácido fólico, iodo, ferro, vitamina A, vitamina D, zinco e cálcio em relação às quantidades encontradas em multivitaminas padrão. Atualmente, não há evidências suficientes de que suplementos de zinco durante a gravidez resultem em melhores resultados neonatais ou maternos. A Organização Mundial da Saúde não recomenda rotineiramente a suplementação de zinco para todas as mulheres grávidas.
Aproximadamente 30 g (1,1 oz) de cálcio é acumulado durante a gravidez, quase todo no esqueleto fetal (25 g). Não há evidências qualitativas de que no caso de mulheres com dietas com baixo teor de cálcio, a suplementação de cálcio durante a gravidez possa reduzir o risco de pré-eclâmpsia. Evidências não qualitativas também sugerem que a suplementação de cálcio pode reduzir o risco de a mãe ter o bebê antes da 37ª semana de gravidez (parto prematuro). O efeito protetor da suplementação de cálcio não é claro e não há pesquisas de qualidade suficiente que possam sugerir as melhores doses e horários de suplementação de cálcio.
Acredita-se que a ingestão nutricional da mãe durante a gravidez influencie e possivelmente ofereça efeitos protetores contra o desenvolvimento de doenças alergênicas e asma em crianças. A ingestão materna de vitamina D, vitamina E e zinco foi associada a uma menor probabilidade de sibilância na infância, sugerindo um efeito protetor. Além disso, a ingestão materna de ácidos graxos poliinsaturados de cadeia longa ômega-3 (n-3 LC-PUFAs) foi associada a um risco reduzido de desenvolvimento de eczema na infância e probabilidade reduzida de bebês apresentarem sensibilidade a alimentos no primeiro ano de vida.

#### Ácido fólico
O ácido fólico, que é a forma sintética da vitamina folato, é considerado crítico e merece atenção tanto na pré quanto na periconcepção. Deficiências de ácido fólico podem causar defeitos do tubo neural (DTNs). Mulheres que consumiram 0,4 mg de suplementação de ácido fólico 3 meses antes do parto apresentaram redução significativa no risco de DTNs. Mais de 80 países usam a fortificação de certos alimentos com ácido fólico como medida para diminuir a taxa de DTNs.

#### Vitaminas C e E
A combinação de vitamina E e vitamina C suplementada para mulheres grávidas não parece ser eficaz para reduzir o risco de natimorto, morte neonatal, parto prematuro, pré- eclâmpsia ou qualquer outro desfecho materno ou infantil, seja em mulheres saudáveis ou consideradas de risco para complicações na gravidez. A suplementação das vitaminas E e C para mulheres grávidas durante a gestação tem sido consideradas benéficas. No entanto, uma revisão de 21 ensaios clínicos proposta pela organização Cochrane envolvendo a combinação de vitamina E e vitamina C suplementada para mulheres grávidas concluiu que os dados não são conclusivos quanto à eficácia da vitamina E – a maioria dos ensaios de alfa-tocoferol a 400 UI/dia mais vitamina C a 1000 mg/dia – como sendo eficaz para reduzir o risco de natimortalidade, mortalidade perinatal, parto prematuro, pré-eclâmpsia ou qualquer outro desfecho materno ou infantil, seja em mulheres saudáveis ou naquelas consideradas de risco para complicações na gravidez. A revisão identificou apenas três pequenos estudos nos quais a vitamina E foi suplementada sem co-suplementação com vitamina C. Nenhum desses estudos relatou qualquer informação clinicamente significativa. Uma segunda revisão de 29 ensaios da organização Cochrane publicada no mesmo ano relatou os mesmos ensaios de combinação, mas acrescentou à análise ensaios com vitamina C isolada. A conclusão foi que a suplementação de vitamina C de rotina sozinha ou em combinação com outros suplementos não contribuem para a prevenção da morte fetal ou neonatal, nem para a prevenção do baixo crescimento fetal, do parto prematuro ou da pré-eclâmpsia.

#### Vitamina B12
A ingestão dietética de vitamina B12 recomendada pelo Recommended Dietary Allowance (RDA) dos Estados Unidos durante a gravidez é de 2,6 µg/dia, e durante a lactação é de 2,8 µg/dia. A determinação desses valores foi baseada na RDA de 2,4 µg/dia para mulheres não grávidas somada ao que será transferido para o feto durante a gravidez e ao que será expelido no leite materno durante a lactação. No entanto, olhando para as mesmas evidências científicas, a Autoridade Europeia para a Segurança dos Alimentos (EFSA) define a ingestão adequada (IA) em 4,5 μg/dia durante a gravidez e 5,0 μg/dia durante a lactação. A baixa vitamina B12 materna, definida como concentração sérica inferior a 148 pmol/L, aumenta o risco de aborto espontâneo, de baixo peso do recém-nascido e de parto prematuro. Durante a gravidez, a placenta concentra B12, de modo que os recém-nascidos têm uma concentração sérica maior do que suas mães. O que a futura mãe consome durante a gravidez é mais importante do que as reservas do tecido hepático, pois é o conteúdo vitamínico recém-absorvido que chega mais efetivamente à placenta. As mulheres que consomem uma porcentagem reduzida de B12 em sua dieta a partir de alimentos de origem animal, ou que, por opção, adotam uma dieta vegetariana ou vegana, correm maiores riscos de se tornarem debilitadas em vitaminas durante a gravidez do que aquelas que consomem quantidades maiores de alimentos de origem animal. Isso pode levar à anemia, e também a um risco aumentado de que seus bebês amamentados se tornem deficientes em vitaminas.

### Segurança alimentar na gravidez
As mulheres grávidas são aconselhadas a prestar atenção aos alimentos que ingerem durante a gravidez, a fim de reduzir o risco de exposição a substâncias ou bactérias que podem ser prejudiciais ao feto em desenvolvimento. Isso pode incluir patógenos potencialmente nocivos, como listeria, toxoplasmose e salmonela. A ingestão de grandes quantidades de retinol tem sido associada a defeitos congênitos e anormalidades.

### Ingestão de Água
Durante a gravidez, a massa de uma mulher aumenta em cerca de 12 kgs (26 Libra). A European Food Safety Authority recomenda um aumento de 300 mL por dia em relação à ingestão normal para mulheres não grávidas, elevando assim a ingestão total adequada de água (a partir de alimentos e líquidos) para 2.300 mL ou aproximadamente 1.850 mL/dia apenas de líquidos.

### Consumo de Cafeína
O consumo de cafeína durante a gravidez está associado ao aumento do risco de aborto espontâneo e aumento do risco de baixo peso do bebê ao nascer, definido como abaixo de 2.500 gramas (5,5 libras). A European Food Safety Authority e o American Congress of Obstetricians and Gynecologists concordam que o consumo habitual de cafeína de até 200 mg por dia por mulheres grávidas não suscita preocupações de segurança para o feto. A Agência de Padrões Alimentares do Reino Unido havia recomendado que mulheres grávidas limitassem a ingestão de cafeína a menos de 300 mg de cafeína por dia, porém, em 2009, diminuiu a recomendação para uma ingestão de menos de 200 mg de cafeína por dia.
Altas doses de ingestão de cafeína durante a gravidez podem aumentar o risco de aborto espontâneo e de alguns impactos negativos como a natimortalidade ou o baixo peso ao nascer.
Uma revisão de 2020 questionou os níveis seguros propostos pela European Food Safety Authority, o American Congress of Obstetricians and Gynecologists, o National Health Service e as Dietary Guidelines for Americans. Esse novo estudo descobriu que as evidências científicas atuais não apóiam o consumo moderado de cafeína durante a gravidez como seguro e aconselhou mulheres grávidas e mulheres que pretendem engravidar a evitar a cafeína.

### Álcool
Os transtornos do espectro alcoólico fetal são um grupo de condições que podem ocorrer em uma pessoa cuja mãe bebeu álcool durante a gravidez. A forma mais grave da doença é conhecida como síndrome alcoólica fetal. Os problemas podem incluir uma aparência anormal, baixa estatura, baixo peso corporal, tamanho pequeno da cabeça, má coordenação, baixa inteligência, problemas de comportamento, perda auditiva e problemas de visão. Os afetados são mais propensos a ter problemas na escola, problemas de ordem legal, participar de comportamentos de alto risco e ter problemas com o uso de álcool e drogas recreativas. A síndrome alcoólica fetal geralmente ocorre quando uma mulher grávida toma mais de quatro bebidas por dia. Sintomas mais leves foram encontrados com dois drinques por dia durante o início da gravidez. A evidência de dano de menos de dois drinques por dia ou 10 drinques por semana não é clara.
A Academia Americana de Pediatria estabeleceu um conjunto conservador de recomendações em 2015: "Durante a gravidez nenhuma quantidade de ingestão de álcool deve ser considerada segura; não há trimestre seguro para beber álcool; todas as formas de álcool, como cerveja, vinho e licor, representam um risco semelhante; e o consumo excessivo de álcool representa um risco para o feto em desenvolvimento”. A Organização Mundial da Saúde recomenda que o álcool seja totalmente evitado dados os efeitos relativamente desconhecidos que envolvem até mesmo quantidades que sejam consideradas pequenas durante a gravidez.

### Consumo de Peixe e ácidos graxos ômega-3
O consumo de peixe durante a gravidez é incentivado pelas diretrizes europeias, australianas e americanas. A razão dada é que peixes contendo gordura, como salmão e atum, contêm ácido eicosapentaenóico (EPA) e ácido docosahexaenóico (DHA). Estes são denominados ácidos graxos poliinsaturados de cadeia longa, ômega-3, e são considerados importantes para o neurodesenvolvimento fetal. Além disso, os peixes são boas fontes de vitaminas A, D e B12, bem como do mineral iodo.
Muitas mães ficam preocupadas em consumir peixe durante a gravidez devido aos riscos de toxicidade de metais pesados no neurodesenvolvimento fetal. A pesquisa atual favorece a noção de que os benefícios do consumo de peixe durante a gravidez superam os riscos; porém, saber escolher o tipo de peixe é importante. A pesquisa atual sugere que 2-3 porções de peixe contendo baixo teor de metilmercúrio por semana na gravidez é seguro e benéfico. Como o mercúrio acumula-se nos peixes através da sua própria alimentação ( bioacumulação ), os peixes situados nos níveis mais altos na cadeia alimentar e com maior expectativa de vida contêm níveis mais altos de mercúrio. Por outro lado, os peixes mais abaixo na cadeia alimentar e com menor expectativa de vida terão menor teor do metal. No entanto, é importante observar que a bioacumulação de metais em peixes também depende da localização geográfica de onde são pescados, e por isso é difícil fazer recomendações globais sobre espécies específicas de peixes. Uma alternativa ao consumo de peixe é usar suplementos dietéticos de óleo de peixe contendo EPA e DHA, ou óleos derivados apenas de DHA. O New York Times relatou uma avaliação laboratorial de 30 suplementos populares de óleo de peixe. Alguns deles tinham quantidades de DHA inferiores às indicadas no rótulo. Quanto à segurança, "todos os produtos testados continham apenas níveis muito baixos de mercúrio, variando de uma a seis partes por bilhão por porção. Essa faixa está muito abaixo do limite superior de segurança de 100 partes por bilhão estabelecido pela Organização Global para EPA e DHA Omega-3, um grupo comercial da indústria."

## A Nutrição após a gravidez
A nutrição adequada é importante após o parto para ajudar a mãe a se recuperar e fornecer energia alimentar e nutrientes suficientes para amamentar seu filho. Mulheres com ferritina sérica inferior a 70 µg/L podem precisar de suplementos de ferro para prevenir a anemia ferropriva durante a gravidez e no período pós-parto.
Durante a lactação, pode ser necessário aumentar a ingestão de água. O leite humano é composto por 88% de água, e o IOM recomenda que as mulheres que amamentam aumentem a ingestão de água em cerca de 300 mL/dia para um volume total de 3.000 mL/dia (de alimentos e bebidas), aproximadamente 2.400 mL/dia de líquidos.